# У-хоу (Цзинь)
Цзиньский У-хоу (晉武侯) – третий правитель царства Цзинь в эпоху Чуньцю по имени Цзи Нин-цзу (姬寧族). Занял трон после своего отца Хоу-се. После смерти У-хоу престол наследовал его сын Чэн-хоу.